# Jacques Le Roy Ladurie
Pour les autres membres de la famille, voir Famille Le Roy Ladurie.
Jacques Le Roy Ladurie, né le 28 mars 1902 à Saint-Mihiel et mort le 6 juin 1988 à Caen, est un syndicaliste agricole, militant et théoricien du catholicisme social français.

## La famille Le Roy Ladurie
La famille Le Roy Ladurie est une vieille famille normande de la région de Domfront, installée peu avant la Révolution française à Verneuil-sur-Avre[réf. nécessaire]. Jacques Le Roy Ladurie est aussi affilié à la famille Delauney[réf. nécessaire].
Le père de Jacques Le Roy Ladurie, le commandant Barthélémy-Emmanuel Le Roy Ladurie, est un officier de carrière destitué à 43 ans, lors d'un conseil de guerre, à Nantes, le 26 septembre 1902, pour avoir refusé de participer, le 15 août 1902, à la fermeture des écoles des congrégations catholiques ouvertes avant 1901, à Douarnenez, sous le gouvernement Émile Combes. Il sera réintégré avec son grade, mais sans avancement, au début de la Première Guerre mondiale.
Barthélémy-Emmanuel et Jeanne Le Roy Ladurie ont eu sept enfants dont Jacques, Marie (Mère Marie de l'Assomption,, fondatrice du cercle Saint Jean-Baptiste) et Gabriel, directeur de la banque Worms sous le régime de Vichy.

## Du syndicalisme à la guerre
Jacques Le Roy Ladurie est maire des Moutiers-en-Cinglais (Calvados) de 1928 à 1983.

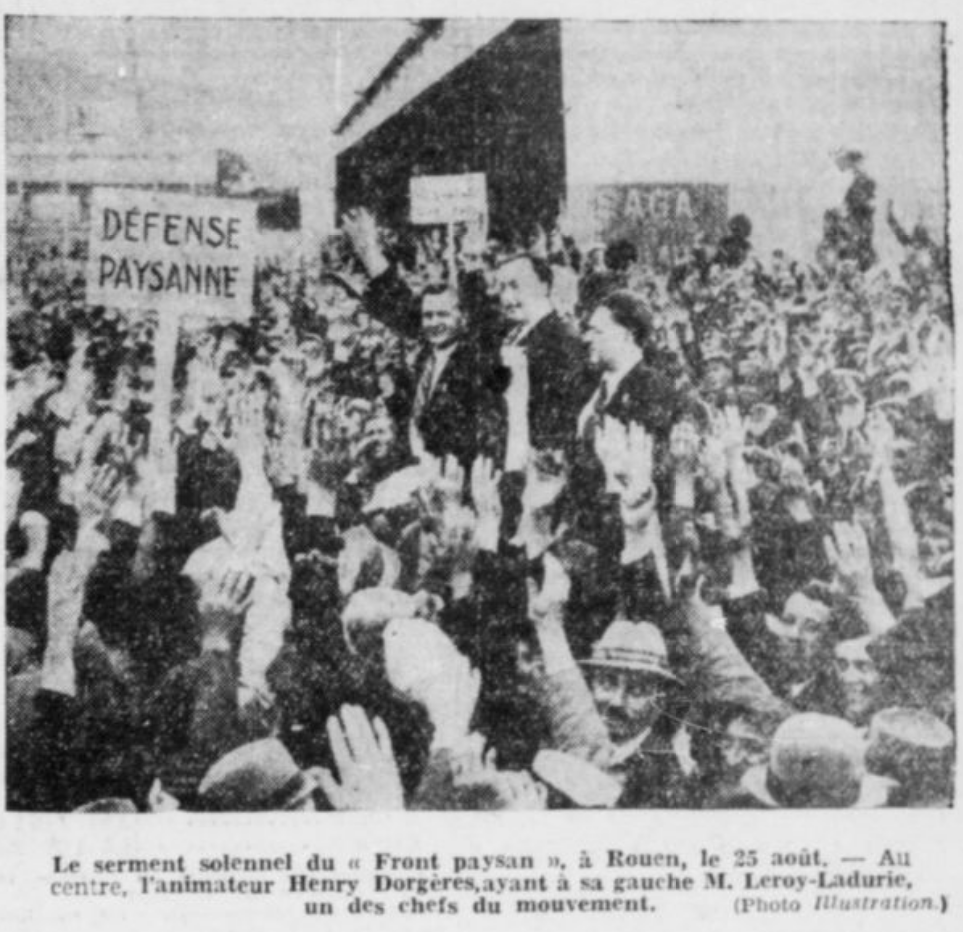
Serment solennel du Front paysan à Rouen avec Henri Dorgères et Jacques Le Roy Ladurie dans La Liberté du 23 septembre 1935.

Il a milité au sein de l'Union nationale des syndicats agricoles durant les années 1930. On lui doit quelques ouvrages consacrés à la politique et au syndicalisme paysan. À la même époque, il dirige l'« Encyclopédie paysanne » La Terre, publiée à Paris chez Flammarion. Il préfaça également plusieurs ouvrages de ses confrères du syndicat. Il est proche de Gaston Bergery, et soutient les accords de Munich. Il participe également au financement des Chemises vertes d'Henri Dorgères, un groupe agricole fascisant.
Il rencontre Pétain, ancien camarade de promotion de son père, qui dès 1940 lui propose le ministère de l'Agriculture. Il refuse ce poste à plusieurs reprises, en désaccord avec la question du ravitaillement, mais il est membre du Conseil d'études économiques, qui se réunit deux fois par mois auprès du ministre de l'Économie à Vichy. Décoré de la Francisque, il accepte de devenir ministre de l'Agriculture '(et du Ravitaillement en avril 1942, dans le gouvernement Laval, mais il en démissionne dès le 11 septembre, protestant contre l'adoption de la première loi sur la réquisition forcée de travailleurs.
Il se rapproche alors de la Résistance. En janvier 1943 il rejoint l'Organisation civile et militaire (OCM), et combat sous le nom de « capitaine Lempereur » avec des FFI dans les maquis d'Orléans. Ces activités lui permettront d'obtenir un non-lieu de la commission d'instruction de la Haute Cour de justice après une incarcération à la Libération.
Après guerre il est élu député du Calvados, de 1951 à 1955 puis de 1958 à 1962, sous les étiquettes successives de l'Union des nationaux indépendants et républicains puis du Centre national des indépendants et paysans. Dans les années 1960 et 1970, il est président de la Fédération nationale des chambres régionales d'agriculture (FNCRA), chargée de la coordination de la promotion des produits régionaux de France.
Jacques Le Roy Ladurie est le père de l'archiviste-paléographe Marie Le Roy Ladurie (épouse de Roger Fauroux) (1928-2021), de l'historien Emmanuel Le Roy Ladurie (1929-2023), de François Le Roy Ladurie (1931-1950) et de Cécile Le Roy Ladurie (épouse Chaudun) (1934-2022).
Il est inhumé dans le caveau familial au cimetière des Moutiers-en-Cinglais (Calvados).

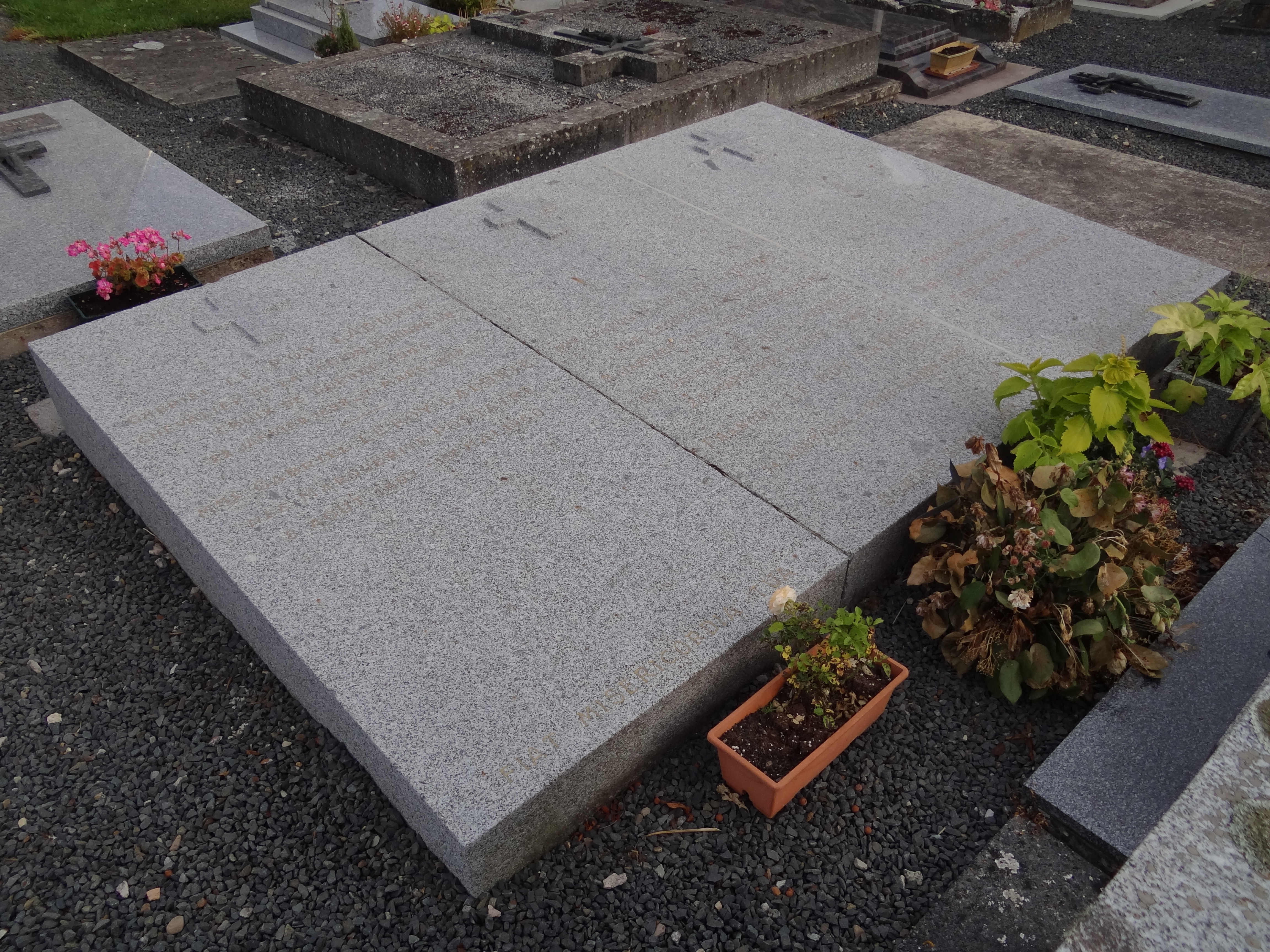
La tombe de Jacques Le Roy Ladurie au cimetière des Moutiers-en-Cinglais (Calvados).

## Distinction
- Ordre de la Francisque

## Publications
- Vers une politique paysanne. Suivi de Le serment du syndicalisme agricole, par M. de Guébriant, Congrès syndical paysan. Caen (5-6 mai 1937), Paris, Flammarion, « Union nationale des syndicats agricoles », 1937.
- Les Syndicats paysans dans la nation, Congrès de Caen, 5-6 mai 1937, 3e rapport, Lagny, Imprimerie E. Grévin et fils, « Union nationale des Syndicats agricoles », 1937.
- Produire ou mourir, Lyon, Information de l'État français, 1942.
- Mémoires (1902-1945), texte établi et présenté par Anthony Rowley et Emmanuel Le Roy Ladurie, Paris, Flammarion, Plon, 1997.